# Hércules (piłkarz)
Hércules, właśc. Hércules Corrêa Torres (ur. 25 marca 1940 w Palmas, zm. 23 grudnia 2017) – piłkarz brazylijski, występujący na pozycji środkowego obrońcy.

## Kariera klubowa
Hércules występował we Fluminense Rio de Janeiro.

## Kariera reprezentacyjna
W 1959 roku Hércules uczestniczył w Igrzyskach Panamerykańskich, na których Brazylia zajęła drugie miejsce. Hércules na turnieju w Chicago wystąpił w dwóch meczach z Kostaryką i Stanami Zjednoczonymi.